# Slaget vid Tarawa
Slaget vid Tarawa (kodnamn Operation Galvanic) var ett slag som utkämpades mellan USA och Japan  i Gilbertöarna i Stillahavskriget under Andra världskriget. Större delen utkämpades 20 november - 23 november 1943 och var det den första amerikanska offensiven i det kritiska centrala Stillahavsområdet.
Det var också första gången i kriget som USA stod inför allvarligt japanskt motstånd till en amfibisk landstigning. Tidigare landstigningar mötte till en början lite eller inget motstånd,[källa behövs] men den här gången var de 4500 japanska försvararna väl förberedda och de kämpade nästan till sista man samt åsamkade den amerikanska marinkåren svåra förluster. USA hade lidit liknande förluster under andra slag, till exempel under de sex månaderna i slaget om Guadalcanal, men i det här fallet kom förlusterna inom loppet av 76 timmar.
Nästan 6 400 japaner, koreaner och amerikaner dog i striderna, mestadels på och runt den lilla ön Betio i Tarawaatollen i Gilbertöarna.